# Existenzmaximum
Existenzmaximum é um termo de autoria da curadora de arte do MoMA (Museum of Modern Art), em Nova Iorque, Paola Antonelli, e que é uma referência clara ao termo Existenzminimum, utilizado pelos arquitectos alemães no início do século XX. Enquanto que Existenzminimum descrevia a ideia racionalista de um espaço mínimo onde o ser humano poderia viver eficientemente, em Existenzmaximum verifica-se o contrário. O Existenzmaximum refere-se a espaços mínimos que permitem ao ser humano expandir (e não suprimir) as suas funções vitais.
Paola Antonelli fala por exemplo do iPod, dispositivo que permite ao utilizador que este se isole do mundo exterior, fechando-se no seu espaço pessoal. Ele pode estar no meio de outras pessoas, num ambiente ruidoso, e o simples acto de fechar os olhos transporta-o para outra realidade.
Exemplos de projectos que Paola Antonelli identifica com este conceito foram demonstrados em uma exposição realizada em 2008, no MoMA, na secção Existenzmaximum, chamada "Design and the Elastic Mind". 